# Брайтенберг (Гольштейн)
Брайтенберг (нем. Breitenberg) — община в Германии, в земле Шлезвиг-Гольштейн.
Входит в состав района Штайнбург. Подчиняется управлению Брайтенбург. Население составляет 370 человек (на 31 декабря 2010 года). Занимает площадь 2,9 км².